# Tweede Kamerverkiezingen in het kiesdistrict Alkmaar (1888-1918)

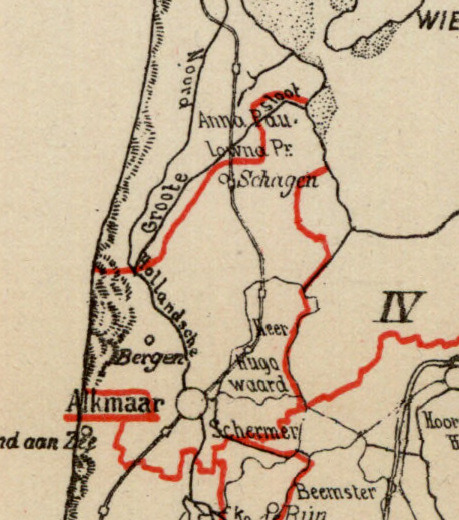
Kiesdistrict Alkmaar (1888)

Tweede Kamerverkiezingen in het kiesdistrict Alkmaar (1888-1918) geeft een overzicht van verkiezingen voor de Nederlandse Tweede Kamer in het kiesdistrict Alkmaar in de periode 1888-1918.
Het kiesdistrict Alkmaar was al ingesteld in 1848. De indeling van het kiesdistrict werd gewijzigd na de grondwetsherziening van 1887; tevens werd het kiesdistrict toen omgezet in een enkelvoudig district. Tot het kiesdistrict behoorden de volgende gemeenten: Alkmaar, Barsingerhorn, Bergen, Broek op Langedijk, Harenkarspel, Heerhugowaard, Heilo, Koedijk, Nieuwe Niedorp, Noord-Scharwoude, Oterleek, Oude Niedorp, Oudkarspel, Oudorp, Schagen, Schoorl, Sint Maarten, Sint Pancras, Warmenhuizen, Wieringerwaard en Zuid-Scharwoude.
Het kiesdistrict Alkmaar vaardigde in deze periode per zittingsperiode één lid af naar de Tweede Kamer. 
Legenda
- cursief: in de eerste verkiezingsronde geëindigd op de eerste of tweede plaats, en geplaatst voor de tweede ronde;
- vet: gekozen als lid van de Tweede Kamer.

## 6 maart 1888
De verkiezingen werden gehouden na vervroegde ontbinding van de Tweede Kamer.
|                  | 6 maart | 20 maart |
| ---------------- | ------- | -------- |
| Kiesgerechtigden | 4.797   | 4.797    |
| Opkomst          | 4.332   | 4.384    |
| Geldige stemmen  | 4.322   | 4.371    |
| Blanco stemmen   | 1       | 6        |
| Kandidaten       |         |          |
| W. van der Kaay  | 1.490   | 2.470    |
| C. Hartsen       | 1.492   | 1.901    |
| I.A. Levy        | 954     |          |
| H.W. van Marle   | 255     |          |
| W.F. Stoel       | 128     |          |

## 9 juni 1891
De verkiezingen werden gehouden na ontbinding van de Tweede Kamer.
|                  | 9 juni | 23 juni |
| ---------------- | ------ | ------- |
| Kiesgerechtigden | 4.783  | 4.783   |
| Opkomst          | 3.422  | 4.232   |
| Geldige stemmen  | 3.405  | 4.199   |
| Blanco stemmen   | 12     | 25      |
| Kandidaten       |        |         |
| W. van der Kaay  | 1.636  | 2.479   |
| A. Goede         | 1.313  | 1.720   |
| C.V. Gerritsen   | 954    |         |

## 1 maart 1892
Willem van der Kaay, gekozen bij de verkiezingen van 9 en 23 juni 1891, trad op 8 februari 1892 af vanwege zijn benoeming als raadsheer bij het gerechtshof te 's-Gravenhage.  Om in de ontstane vacature te voorzien werd een tussentijdse verkiezing gehouden.
|                  | 1 maart |
| ---------------- | ------- |
| Kiesgerechtigden | 4.783   |
| Opkomst          | 1.399   |
| Geldige stemmen  | 1.322   |
| Blanco stemmen   | 74      |
| Kandidaten       |         |
| W. van der Kaay  | 1.283   |

## 10 april 1894
De verkiezingen werden gehouden na ontbinding van de Tweede Kamer.
|                  | 10 april | 24 april |
| ---------------- | -------- | -------- |
| Kiesgerechtigden | 4.760    | 4.760    |
| Opkomst          | 3.161    | 3.850    |
| Geldige stemmen  | 3.134    | 3.832    |
| Blanco stemmen   | 23       | 16       |
| Kandidaten       |          |          |
| W. van der Kaay  | 1.427    | 2.291    |
| M.W.F. Treub     | 1.205    | 1.537    |
| J.A. van Gilse   | 483      |          |

## 5 juni 1894
Willem van der Kaay, gekozen bij de verkiezingen van 10 en 24 april 1894, nam zijn benoeming niet aan vanwege zijn toetreding als minister van Justitie tot het na de verkiezingen geformeerde kabinet-Röell. Om in de ontstane vacature te voorzien werd een naverkiezing gehouden.  
|                  | 5 juni |
| ---------------- | ------ |
| Kiesgerechtigden | 4.779  |
| Opkomst          | 3.124  |
| Geldige stemmen  | 3.099  |
| Blanco stemmen   | 21     |
| Kandidaten       |        |
| A.P. de Lange    | 1.961  |
| H.J. Smidt       | 1.075  |
| J.P. Kraakman    | 48     |

## 20 april 1897
Adrianus de Lange, gekozen bij de verkiezingen van 5 juni 1894, overleed op 23 maart 1897. Om in de ontstane vacature te voorzien werd een tussentijdse verkiezing gehouden.  
|                  | 20 april |
| ---------------- | -------- |
| Kiesgerechtigden | 4.865    |
| Opkomst          | 1.720    |
| Geldige stemmen  | 1.683    |
| Blanco stemmen   | 34       |
| Kandidaten       |          |
| E. Fokker        | 853      |
| W. van der Kaay  | 802      |

Eduard Fokker werd, gezien de korte resterende zittingsduur tot de algemene verkiezingen van 15 juni 1897, niet meer geïnstalleerd.

## 15 juni 1897
De verkiezingen werden gehouden na ontbinding van de Tweede Kamer.
|                           | 15 juni | 25 juni |
| ------------------------- | ------- | ------- |
| Kiesgerechtigden          | 7.236   | 7.236   |
| Opkomst                   | 6.464   | 6.668   |
| Geldige stemmen           | 6.405   | 6.625   |
| Blanco stemmen            | 59      | 44      |
| Kandidaten                |         |         |
| E. Fokker                 | 2.158   | 3.795   |
| T.A.J. van Asch van Wijck | 2.719   | 2.830   |
| W. van der Kaay           | 1.413   |         |
| J.G. van Kuykhof          | 115     |         |

## 14 juni 1901
De verkiezingen werden gehouden na ontbinding van de Tweede Kamer.
|                  | 14 juni | 27 juni |
| ---------------- | ------- | ------- |
| Kiesgerechtigden | 7.824   | 7.824   |
| Opkomst          | 6.236   | 6.856   |
| Geldige stemmen  | 6.133   | 6.799   |
| Blanco stemmen   | 103     | 57      |
| Kandidaten       |         |         |
| E. Fokker        | 2.590   | 3.888   |
| N. Oosterbaan    | 2.175   | 2.911   |
| W.C. Bosman      | 941     |         |
| J.G. van Kuykhof | 427     |         |

## 31 maart 1903
Eduard Fokker, gekozen bij de verkiezingen van 14 en 27 juni 1901, trad op 1 maart 1903 af vanwege zijn benoeming als voorzitter van de Centrale Raad van Beroep. Om in de ontstane vacature te voorzien werd een tussentijdse verkiezing gehouden.  
|                  | 31 maart | 7 april |
| ---------------- | -------- | ------- |
| Kiesgerechtigden | 8.414    | 8.414   |
| Opkomst          | 6.645    | 6.721   |
| Geldige stemmen  | 6.592    | 6.661   |
| Blanco stemmen   | 53       | 60      |
| Kandidaten       |          |         |
| P. van Foreest   | 1.706    | 3.666   |
| G.J. Sybrandy    | 2.645    | 2.995   |
| C.A. Zelvelder   | 1.585    |         |
| J.G. van Kuykhof | 656      |         |

## 16 juni 1905
De verkiezingen werden gehouden na ontbinding van de Tweede Kamer.
|                  | 16 juni | 28 juni |
| ---------------- | ------- | ------- |
| Kiesgerechtigden | 9.543   | 9.543   |
| Opkomst          | 8.621   | 8.707   |
| Geldige stemmen  | 8.564   | 8.683   |
| Blanco stemmen   | 57      | 24      |
| Kandidaten       |         |         |
| P. van Foreest   | 3.275   | 5.174   |
| J.H. Blum        | 3.420   | 3.509   |
| F.C.J. Netscher  | 1.509   |         |
| M. Mendels       | 360     |         |

## 11 juni 1909
De verkiezingen werden gehouden na ontbinding van de Tweede Kamer.
|                  | 11 juni | 23 juni |
| ---------------- | ------- | ------- |
| Kiesgerechtigden | 10.270  | 10.270  |
| Opkomst          | 8.988   | 8.771   |
| Geldige stemmen  | 8.867   | 8.712   |
| Blanco stemmen   | 121     | 59      |
| Kandidaten       |         |         |
| P. van Foreest   | 2.806   | 4.953   |
| N. Glinderman    | 3.562   | 3.759   |
| F.C.J. Netscher  | 2.245   |         |
| J.G. van Kuykhof | 254     |         |

## 17 juni 1913
De verkiezingen werden gehouden na ontbinding van de Tweede Kamer.
|                       | 17 juni | 25 juni |
| --------------------- | ------- | ------- |
| Kiesgerechtigden      | 11.523  | 11.523  |
| Opkomst               | 10.819  | 10.732  |
| Geldige stemmen       | 10.729  | 10.688  |
| Blanco stemmen        | 90      | 44      |
| Kandidaten            |         |         |
| P. van Foreest        | 4.621   | 6.144   |
| J.R. Snoeck Henkemans | 4.505   | 4.544   |
| A.H. Gerhard          | 1.603   |         |

## 15 juni 1917
De verkiezingen werden gehouden na ontbinding van de Tweede Kamer.
|                  | 15 juni |
| ---------------- | ------- |
| Kiesgerechtigden | 12.557  |
| Kandidaten       |         |
| P. van Foreest   |         |

De zeven in de vorige Tweede Kamer vertegenwoordigde partijen hadden afgesproken in elkaars kiesdistricten geen tegenkandidaten te stellen. Van Foreest was derhalve de enige kandidaat; hij werd zonder nadere stemming gekozen verklaard. 

## Opheffing
De verkiezing van 1917 was de laatste verkiezing voor het kiesdistrict Alkmaar. In 1918 werd voor verkiezingen voor de Tweede Kamer overgegaan op een systeem van evenredige vertegenwoordiging met kandidatenlijsten van politieke partijen.